# Ginbot 7
Ginbot 7 é uma organização política da oposição etíope, fundada em 2008 por Andargachew Tsige e Berhanu Nega.
De acordo com a declaração de missão, o objetivo do Ginbot 7 é "a realização de um sistema político nacional no qual o poder e a autoridade política do governo sejam assumidos através de um processo pacífico e democrático baseado no livre arbítrio e na escolha dos cidadãos do país". Segundo o relatório de direitos humanos do Departamento de Estado dos Estados Unidos de 2011, o Ginbot 7 "defende a derrubada violenta do governo (etíope)". De acordo com o The New Yorker em 2014, o Ginbot 7 é "um partido pró-democracia exilado que o governo etíope rotulou um grupo terrorista em 2011, sob uma proclamação vaga e amplamente condenada".
Ginbot 7 significa "15 de maio", a data da eleição geral etíope de 2005, que foi "marcada por protestos por supostas fraudes que levaram à morte de cerca de 200 pessoas".
Em 2010, Ginbot 7 supostamente aliou-se ao Partido Popular Afar e ao Movimento Etíope pela Unidade e Justiça para criar uma coalizão chamada "Aliança pela Liberdade, Igualdade e Justiça na Etiópia" (ALEJE).